# Planaltolövletare
Planaltolövletare (Syndactyla dimidiata) är en fågel i familjen ugnfåglar inom ordningen tättingar.

## Utseende och läte
Planaltolövletaren är en enfärgat roströd tätting. Den har en något uppåtböjd näbb och ett tydligt ögonbrynsstreck. Lätet är en utdragen eller kort upprepning av "check".

## Utbredning och systematik
Planaltolövletare förekommer från södra Brasilien (södra Mato Grosso och Goiás) till nordöstligaste Paraguay (Concepción). Den behandlas som monotypisk, det vill säga att den inte delas in i några underarter.

## Levnadssätt
Planaltolövletaren hittas i fuktiga skogar och galleriskog. Där födosöker den från undervegetation upp till skogens mellersta skikt. Ibland slår den följe med kringvandrande artblandade flockar.

## Status och hot
Arten har ett stort utbredningsområde, men tros minska i antal, dock inte tillräckligt kraftigt för att den ska betraktas som hotad. Internationella naturvårdsunionen IUCN listar arten som livskraftig (LC).